# Acrodectes
Acrodectes is een geslacht van rechtvleugeligen uit de familie sabelsprinkhanen (Tettigoniidae). De wetenschappelijke naam van dit geslacht is voor het eerst geldig gepubliceerd in 1920 door Rehn & Hebard.

## Soorten
Het geslacht Acrodectes  is monotypisch en omvat slechts de volgende soort:
- Acrodectes philopagus (Rehn & Hebard, 1920)